# Виктор Голдшмит
Виктор Голдшмит (Цирих, 27. јануар 1888 — Осло, 20. март 1947) је био оснивач савремене геохемије. Докторирао је са 23 године, а својим докторатом, који је објавио у више књига, дао је велики допринос геологији и минералогији. Са 34 године добио је највећу награду за научни рад за књигу „Контактни метаморфизам околине Кристијаније“. 1929. године одлази у Геагингену, али се већ 1935. године враћа у Осло. 1954. године објављено је његово капитално дело “Геохемија” у Лондону. Његов рад утицао је у великој мери на развој геологије, минералогије, кристалографије, затим на развој теорије о јонима. Поред геохемије, дао је допринос развоју економске геологије, био је председник Комитета за лежишта минералних сировина.